# Billerbeck
Billerbeck è una città della Renania Settentrionale-Vestfalia, in Germania.
Appartiene al circondario di Coesfeld (targa COE).

## Amministrazione

### Gemellaggi
- Englewood (Ohio), Stati Uniti